# Des capitaines remarquables des pays étrangers

Des capitaines remarquables des pays étrangers est une des rares œuvres qui nous restent de Cornélius Népos (né en 100, mort en 29 ou 27 av. J.-C.). Il entretint des relations amicales avec Atticus, une correspondance avec Cicéron et des rapports étroits avec Catulle. Il survécut à ses trois amis.
Des Capitaines... constituerait l'un des seize volumes de son célèbre De viris illustribus (« Des Hommes célèbres »).
Ce volume, orné d'une belle préface, contient dans son corpus, des biographies et des anecdotes sur les « grands capitaines » que furent :
Annibal (Hannibal Barca), Aristide, Chabrias, Cimon, Conon, Datame, Dion de Syracuse, Épaminondas (le jeune), Eumène, Hamilcar Barca, Iphicrate, Lysandre, Miltiade, Pausanias, Pélopidas, Phocion, Pomponius Atticus, Pyrrhus, Thémistocle, Thrasybule, Timoléon et Timothée.
Dans ses biographies, Cornelius Nepos insiste surtout sur le rôle de la Fortune et sur les vertus des hommes dont il retrace l'existence : il évite de mettre en lumière leurs défauts et leurs échecs ; au lecteur de se poser des questions pour corriger ce que l'éloge a d'excessif, ou de peu vraisemblable, au sujet, par exemple, de la personnalité d'Hannibal, des vertus de Caton, ou bien de la manière dont Atticus sut naviguer entre les factions romaines pour préserver cet otium cum dignitate qui avait été son choix.